# Слатинская
Слатинская — деревня в Бабаевском районе Вологодской области.
Входит в состав Санинского сельского поселения (с 1 января 2006 года по 13 апреля 2009 года входила в Волковское сельское поселение), с точки зрения административно-территориального деления — в Волковский сельсовет.
Расстояние до районного центра Бабаево по автодороге — 45 км, до центра муниципального образования деревни Санинская  по прямой — 13 км. Ближайшие населённые пункты — Александровская, Давыдовка, Никольское.
По переписи 2002 года население — 39 человек (17 мужчин, 22 женщины). Преобладающая национальность — русские (97 %).